# Аксонометрическая проекция
Аксонометри́ческая прое́кция (от др.-греч. ἄξων «ось» + μετρέω «измеряю») — способ изображения геометрических предметов на чертеже при помощи параллельных проекций.
Предмет с системой координат, к которой он отнесён, проецируют на произвольную плоскость (картинная плоскость аксонометрической проекции) таким образом, чтобы эта плоскость не совпадала с его координатной плоскостью. В этом случае получаются две взаимосвязанные проекции одной фигуры на одну плоскость, что позволяет восстановить положение в пространстве, получив наглядное изображение предмета. Так как картинная плоскость не параллельна ни одной из координатных осей, то имеются искажения отрезков по длине параллельных координатным осям. Это искажение может быть равным по всем трём осям — изометрическая проекция, одинаковыми по двум осям — диметрическая проекция и с искажениями разными по всем трём осям — триметрическая проекция.

## Стандартизированные аксонометрические проекции[1]
- прямоугольная проекция (направление проецирования перпендикулярно к плоскости проекции):
  - прямоугольная изометрическая проекция;
  - прямоугольная диметрическая проекция;
- косоугольная проекция (направление проецирования не перпендикулярно к плоскости проекции):
  - фронтальная изометрическая проекция;
  - фронтальная диметрическая проекция;
  - горизонтальная изометрическая проекция.